# Замок Лейнстоун
Замок Лейнстоун (англ. Lanestown Castle, Lanistown Castle, Laudestown Castle) — замок Ленистоун, Лаудстоун — один из замков Ирландии, расположен в графстве Дублин.
Замок представляет собой башню XV века, расположенную в лесистой местности, на территории вотчины Ньюбридж-хаус на землях Донабейт. Башня была частью системы замков, которые были построены на средства королей Англии, которые с 1429 года выдавали £ 10 на каждую постройку замков вокруг Пейла — английской колонии в Ирландии на территории нынешнего графства Дублин.
Замок довольно неплохо сохранился. Это один из трех наиболее хорошо сохранившихся замков на полуострове Донабейт. Исторические документы говорят, что замок был заселен до 1700 года, потом он стал непригоден для жилья и использовался как хлев. Судя по всему замок имел еще дополнительные здания кроме основной башни, но они не сохранились. Основной вход в замок был в северной стене. На западной стене есть вторичные двери, сделанные позже.
Замок Лейнстоун расположен недалеко от сооружения Ньюбридж-хаус (замок Донабейт), открытого для посещения туристами. Но если Ньюбридж-хаус ухоженный и приведен в порядок, то замок Лейнстоун заброшен и продолжает разрушаться. О нем мало кто знает и туристы его не посещают.